# Clare Winnicott
Clare Britton Winnicott, née le 30 septembre 1906 à Scarborough et morte le 15 avril 1984 à North Cheam, dans le Surrey, est une travailleuse sociale et psychanalyste, qui a aidé à établir la profession de travailleur social. Outre la publication de plusieurs articles, elle a participé à l'édition posthume des écrits de Donald Winnicott.

## Biographie
Elle naît en 1906 au 99 Murchison Street, Scarborough, fille aînée de James Nimmo Britton, pasteur baptiste, et de Elsie Clare Slater. Son frère cadet, James Nimmo Britton est un universitaire réputé. Elle suit une formation d'enseignante à Selly Oak College (Birmingham), en 1929-1930, puis travaille pour la Young Women's Christian Association (YWCA). Elle reprend des études ultérieurement, à la London School of Economics, où elle suit un cours d'une année en sciences sociales pour lequel elle obtient le diplôme en 1937. Elle entreprend une nouvelle formation en 1940, en tant que travailleuse sociale dans le domaine de la  santé mentale. Elle travaille avec des jeunes de milieu défavorisé à Merthyr Tydfil. Durant la Seconde Guerre mondiale, elle travaille auprès d'enfants évacués dans l'Oxfordshire à partir de 1941, où elle collabore avec Donald Winnicott. Elle publie avec lui deux articles sur cette expérience. Après la guerre, elle est nommée responsable d'un nouveau cours sur la guidance infantile à la LSE , qu'elle assure de 1947 à 1958. Elle contribue dans ce cadre à institutionnaliser le travail social dans un cadre public, apparaissant comme l'une des figures emblématiques de la prise en compte de la protection de l'enfance britannique dans l'après-guerre.

## Recherches
Elle s'est notamment intéressée à l'importance du jeu pour les enfants, et à la nécessité d'un environnement contenant, d'une façon qui évoque les théorisations de Winnicott sur l'espace transitionnel.
Elle se forme à la psychanalyse auprès de Clifford Scott, puis de Melanie Klein. Ses recherches conjuguent sa connaissance du travail social et son expérience psychanalytique. Elle développe une théorisation autour de ce qu'elle qualifie de troisième objet, une activité partagée qui permet d'établir un lien avec l'enfant qui permet de travailler avec l'enfant sur son histoire de vie, dans le cadre d'une intervention de travail social, et elle insiste sur la nécessité pour le travailleur social de développer sa capacité de « vivre par le biais de l'expérience avec les enfants, aussi complètement que possible, sans nier la douleur, et d'accepter la tristesse ».

## Publications
- Clare Britton, Children who cannot play, London, 1945.
- Clare Winnicott, « Fear of Breakdown: A Clinical Example », The International Journal of Psychoanalysis, 61 (1980) p. 351-357.